# Katarina Bonnevier
Katarina Anna Maria Bonnevier, född 13 augusti 1970, är en svensk arkitekt, konstnär och en av grundarna till gruppen Mycket. Hon har en omfattande textproduktion samt har föreläst och undervisat på flera läroverk exempelvis Konstfack, Kungliga Tekniska högskolan, Det Kongelige Danske Kunstakademi, HDK och HES-SO. År 2007 disputerade hon från Kungliga Tekniska Högskolan med avhandlingen Behind Straight Curtains: Towards a Queer Theory History of Architecture, Axl Books. I avhandlingen analyserar hon bl.a. villan E.1027 ritad av arkitekten Eileen Grey utifrån ett feministiskt och queerteoretiskt perspektiv. Katarina Bonnevier har även producerat radiopodserien Fasad för Sveriges Radio.